# César Alfonso Ortega Díaz
César Alfonso Ortega Díaz (* 12. Mai 1969 in Chihuahua) ist ein mexikanischer Geistlicher und römisch-katholischer Bischof von Linares.

## Leben
César Alfonso Ortega Díaz empfing am 15. August 1996 das Sakrament der Priesterweihe für das Bistum Parral. Nach weiteren Studien erwarb er an der Päpstlichen Universität Gregoriana das Lizenziat in Kanonischem Recht.
Neben Aufgaben in der Pfarrseelsorge war er unter anderem Diözesandirektor für die Berufungspastoral, Regens des Priesterseminars des Bistums Parral und Offizial der Diözese. Bis zu seiner Ernennung zum Bischof war er zuletzt Generalvikar des Bistums, Rektor der Kathedrale, Richter am Diözesangericht und Mitglied des Konsultorenkollegiums.
Papst Franziskus ernannte ihn am 27. November 2021 zum Bischof von Linares. Der Erzbischof von Monterrey, Rogelio Cabrera López, spendete ihm am 22. Februar des folgenden Jahres die Bischofsweihe. Mitkonsekratoren waren der Bischof von Córdoba, Eduardo Carmona Ortega ORC, und der Bischof von Parral, Mauricio Urrea Carrillo.